# Masatopes purpureipennis
Masatopes purpureipennis là một loài bọ cánh cứng trong họ Cerambycidae.